# Boğaziçi Sultans
El Boğaziçi Sultans, Estambul, es un equipo de fútbol americano que se estableció en Turquía. Sultans está luchando bajo la Liga Protegida de Fútbol 1 de la IFAF en Turquía y está situada en la Liga de Campeones.

## Historia
Este equipo de fútbol americano comenzó en Turquía en 1987, jugando por primera vez entre los estudiantes de la Universidad de Bogazici. La universidad jugó su primer partido con un equipo extraescolar en 1988 con la Marina estadounidense. Aunque había un gran interés por este deporte dentro de la escuela en esos años, no pudo desarrollarse por falta de competidores. El fútbol americano comenzó a extenderse en 1992. El primer partido oficial entre los dos equipos turcos se jugó entre los Bogaziçi Elephants y los Istanbul Pistols en el Día del Deporte Universitario de Boğaziçi en 1993 y resultó en la victoria 28-0 de los Elephants. El nombre Boğaziçi Elephants se cambió más tarde a Boğaziçi Sultans.